# Kecamatan Meral Barat
Kecamatan Meral Barat är ett distrikt i Indonesien.   Det ligger i provinsen Kepulauan Riau, i den västra delen av landet, 900 km norr om huvudstaden Jakarta. Kecamatan Meral Barat ligger på ön Pulau Karimun Besar.